# Karl-Hermann Tofaute
Karl-Hermann Tofaute (* 1. März 1946) ist ein ehemaliger deutscher Sprinter, der sich auf den 400-Meter-Lauf spezialisiert hatte.
Bei den Halleneuropameisterschaften 1970 in Wien gewann er mit der bundesdeutschen Mannschaft Bronze in der 4-mal-400-Meter-Staffel.
Bei den Deutschen Hallenmeisterschaften belegte er 1969 den dritten und 1970 den zweiten Platz.
1971, 1973 und 1974 wurde Tofaute Deutscher Hallenmeister mit der 4-mal-400-Meter-Staffel.
Karl-Hermann Tofaute startete für den TuS 04 Leverkusen.
| Personendaten    | Personendaten         |
| ---------------- | --------------------- |
| NAME             | Tofaute, Karl-Hermann |
| KURZBESCHREIBUNG | deutscher Sprinter    |
| GEBURTSDATUM     | 1. März 1946          |